# Volkenbond
De Volkenbond of Volkerenbond (Engels: League of Nations, Frans: Société des Nations) was een intergouvernementele organisatie die op 25 januari 1919 werd opgericht op basis van het Verdrag van Versailles en was gevestigd in Genève. Het doel was om door middel van een supranationale organisatie een einde aan alle oorlogen te maken. De eerste algemene vergadering was op 16 januari 1920. In zijn grootste vorm (1934-1935) kende de Volkenbond 58 aangesloten landen als leden. Op 18 april 1946 besloot de Volkenbond zichzelf per direct op te heffen. De Verenigde Naties, die werden opgericht in 1945, kunnen worden beschouwd als de opvolger van de Volkenbond.

## Geschiedenis

Verloop van de lidstaten voor de jaren
Lidstaten
Koloniën van lidstaten
Mandaten
Niet lidstaten
Koloniën van niet lidstaten

De Amerikaanse president Woodrow Wilson gaf aan het eind van de Eerste Wereldoorlog met zijn Veertien Punten de aanzet tot de vorming van de Volkenbond. Na de oprichting van de Volkenbond in 1919 werden behalve de overwinnaars van de Eerste Wereldoorlog ook de neutrale mogendheden tot de organisatie toegelaten. Omdat het Verdrag van Versailles niet geratificeerd werd door het Amerikaanse Congres, traden de Verenigde Staten van Amerika echter niet toe tot de Volkenbond. Duitsland en bolsjewistisch Rusland (later: de Sovjet-Unie) werden aanvankelijk geweerd, en pas na het Verdrag van Locarno (1925) toegelaten. Woodrow Wilson ontving voor zijn initiatief in 1919 de Nobelprijs voor de Vrede.

## Organisatie
De Volkenbond kende drie hoofdorganen: de Algemene Vergadering, de Raad en het Permanent Secretariaat. Daarnaast werd er ook een Permanent Hof van Internationale Justitie opgericht. In zowel Algemene Vergadering als Raad had ieder lid een vetorecht. Het Permanent Secretariaat stond in voor de administratie, de voorbereiding van vergaderingen en de uitvoering van de resoluties.
In de Algemene Vergadering zetelden de vertegenwoordigers van alle lidstaten en beschikten ze over elk één stem. Hoewel alle voorgelegde kwesties werden besproken en erna aanbevelingen en resoluties werden goedgekeurd, hadden deze geen bindende kracht.
De Raad was het belangrijkste orgaan van de Volkenbond. Hij bestond uit permanente en niet-permanente leden. De permanente zetels werden bezet door Frankrijk, Verenigd Koninkrijk, Italië en Japan. In 1926 werd Duitsland als vijfde permanent Raadslid toegevoegd en in 1934 de USSR als zesde. Bij het toetreden van de USSR hadden Duitsland en Japan de Bond echter al de rug toegekeerd.
In 1934 bestond de Raad uit elf niet-permanente en zes permanente leden. De niet-permanente leden werden verkozen door de Algemene Vergadering. De Raad verstrekte advies over situaties die een concrete bedreiging voor de vrede inhielden. Eenparigheid van stemmen was vereist.
Naast de Volkenbond werd het Permanent Hof van Internationale Justitie opgericht. Alle lidstaten verplichtten zichzelf ertoe om conflicten via dit Hof te beslechten.

## Resultaten
Aanvankelijk boekte de organisatie enige successen. Het was bijvoorbeeld onder auspiciën van de Volkenbond dat de voormalige Duitse koloniën als mandaatgebieden aan het Verenigd Koninkrijk, Frankrijk, België en Japan werden overgedragen. Ook organiseerde de bond enige plebiscieten in omstreden gebieden in Oost-Europa. De Frans-Duitse toenadering, mede georkestreerd door de Franse politicus Aristide Briand en de Duitse politicus Gustav Stresemann kan tevens toegevoegd worden aan het palmares van de Volkenbond. Deze toenadering resulteerde o.a. in het Verdrag van Locarno (1925) en in het Pact van Parijs (1928). Tevens werd sinds 1924 beraadslaagd over het opstellen van een verdrag tegen slavernij. De Volkenbond bleek enerzijds productief in het opstellen en publiceren van velerlei verdragen, doch anderzijds ontbraken de middelen om de naleving ervan af te dwingen. 

## Uiteenvallen
Al in 1925 verliet Costa Rica de Volkenbond. In 1936 volgden Guatemala, Nicaragua en Honduras en in 1937 El Salvador. In 1926 vertrok Brazilië, gevolgd door Paraguay in 1935 en Chili en Venezuela in 1938.
Het permanente Raadslid Japan viel in 1931 Mantsjoerije binnen, en stapte in maart 1933 na een veroordeling door de Volkenbond uit deze organisatie. Nazi-Duitsland volgde in oktober 1933. Hitler was tegen de inperking van het Duitse leger die de leden van de Volkenbond wilden opleggen. De weg lag open voor het weer in bezit nemen van het Ruhrgebied en het Rijnland, de Anschluss en de inval in Polen.
Abessinië, het huidige Ethiopië en ook lid van de Volkenbond, werd in 1936 geannexeerd door het Italië van de fascist Benito Mussolini, waarna ook dat in december 1937, als derde permanent raadslid, uit de Volkenbond stapte.
Steeds bleek de Volkenbond te zwak om de vrede te bewaren. Ingestelde sancties, zoals een verbod van olieleveranties aan de verdragsschender, bereikten niet de gewenste gehoorzaamheid. De landen konden namelijk nog steeds rekenen op olie uit de Verenigde Staten, dat geen lid was van de bond.
De Sovjet-Unie, ook al een permanent Raadslid, werd in 1939 naar aanleiding van zijn aanval op Finland op initiatief van Argentinië uit de Volkenbond gestoten. De geloofwaardigheid van de Volkenbond werd door de verdwijning van vier van de zes permanente Raadsleden gevoelig aangetast. Het leidde ertoe dat steeds meer mensen de bond zagen als een verkapt machtsmiddel van Groot-Brittannië en Frankrijk, die uiteindelijk inderdaad als enige permanente raadsleden zouden overblijven. Tegen deze tijd was de Tweede Wereldoorlog al begonnen en werd de Volkenbond nauwelijks nog serieus genomen.

## Einde
Met het uittreden van de Asmogendheden verloor de bond zijn betekenis. Al tijdens de Tweede Wereldoorlog werd de opvolger ervan, de Verenigde Naties, in de steigers gezet.
Het idee voor een nieuwe internationale organisatie kwam voort uit de Verklaring van Moskou, getekend in oktober 1943 tijdens de door de geallieerden gehouden conferentie in Moskou (de derde Conferentie van Moskou) en de Conferentie van Teheran een maand later. In de Conferentie van Dumbarton Oaks, augustus tot oktober 1944, ontwikkelden de vier grootmachten Verenigde Staten, Verenigd Koninkrijk, Sovjet-Unie en China eerste ideeën over de nieuwe wereld-vredesorganisatie, die de Volkenbond zou vervangen.
In april-juni 1945 werd in de Conferentie van de Verenigde Naties (San Francisco Conferentie) in groter internationaal verband het plan verder uitgewerkt en het Handvest van de Verenigde Naties opgesteld en ondertekend. Hier drukten de grootmachten ook het veto-systeem door, waarmee de latere permanente leden van de Veiligheidsraad elk voor zich iedere resolutie naar wens zouden kunnen blokkeren.
Op 18 april 1946 besloot de Volkenbond, dat de organisatie per de volgende dag zou worden opgeheven. Haar bezittingen werden overgedragen aan de VN. Op 31 juli 1947 werd de Volkenbond feitelijk geliquideerd. Het Handvest van de Verenigde Naties was al op 26 juni 1945 en op 24 oktober 1945 in werking getreden. De VN bestond dus al ruim voordat de Volkenbond werd opgeheven.

## Organen
- Algemene Vergadering (Assemblée)
- Raad
- Secretariaat
- Permanent Hof van Internationale Justitie (in het Vredespaleis) (1922-1946)
- Diverse commissies

## Leden
De Volkerenbond werd opgericht bij het Verdrag van Versailles; het Handvest van de Bond was het eerste deel van het verdrag. Het verdrag werd bij de oprichting door de vertegenwoordigers van 41 regeringen ondertekend, waaronder ook de Verenigde Staten; de Amerikaanse Senaat verwierp echter het verdrag en het lidmaatschap op 19 maart 1920, waardoor de VS buiten de Bond bleven. Later voegden zich andere staten bij het verdrag. Vooral in de aanloop en het verloop van de Tweede wereldoorlog zagen staten zich gedwongen het verdrag te verlaten. Soms omdat ze bezet werden door een van de asmogendheden, soms omdat ze zich aansloten bij dezelfde asmogendheden. Op 31 december 1944 waren nog 44 staten lid.
| Oprichtende staten                                   | Oprichtende staten                                                                                          | Oprichtende staten |
|                                                      | Staat | Uitgeschreven      |
| ---------------------------------------------------- | --- | ------------------ |
| 10 januari 1920                                      | België |                    |
| 10 januari 1920                                      | Bolivia |                    |
| 10 januari 1920                                      | Brazilië | 14 juni 1926       |
| 10 januari 1920                                      | Britse Rijk - Australië - Brits-Indië - Canada - Nieuw-Zeeland - Verenigd Koninkrijk - Unie van Zuid-Afrika |                    |
| 10 januari 1920                                      | China |                    |
| 10 januari 1920                                      | Cuba |                    |
| 10 januari 1920                                      | Ecuador |                    |
| 10 januari 1920                                      | Frankrijk                                                                                                   | 18 april 1941      |
| 10 januari 1920                                      | Griekenland                                                                                                 |                    |
| 10 januari 1920                                      | Guatemala                                                                                                   | 26 mei 1936        |
| 10 januari 1920                                      | Haïti | april 1942         |
| 10 januari 1920                                      | Hejaz |                    |
| 10 januari 1920                                      | Honduras | 10 juli 1936       |
| 10 januari 1920                                      | Italië | 11 december 1937   |
| 10 januari 1920                                      | Japans Keizerrijk                                                                                           | 27 maart 1933      |
| 10 januari 1920                                      | Joegoslavië                                                                                                 |                    |
| 10 januari 1920                                      | Liberia |                    |
| 10 januari 1920                                      | Nicaragua                                                                                                   | 27 juni 1936       |
| 10 januari 1920                                      | Panama |                    |
| 10 januari 1920                                      | Peru | 8 april 1939       |
| 10 januari 1920                                      | Polen |                    |
| 10 januari 1920                                      | Portugal |                    |
| 10 januari 1920                                      | Roemenië | 11 juli 1940       |
| 10 januari 1920                                      | Siam |                    |
| 10 januari 1920                                      | Sovjet-Unie                                                                                                 | 14 december 1939   |
| 10 januari 1920                                      | Tsjecho-Slowakije                                                                                           |                    |
| 10 januari 1920                                      | Uruguay |                    |
| 10 januari 1920                                      | Verenigde Staten                                                                                            |                    |
| Staten die na ratificatie door hun regering tekenden | |                    |
| 10 januari 1920                                      | Argentinië                                                                                                  |                    |
| 10 januari 1920                                      | Chili | 14 mei 1938        |
| 10 januari 1920                                      | Colombia |                    |
| 10 januari 1920                                      | Denemarken                                                                                                  | 1943               |
| 10 januari 1920                                      | El Salvador                                                                                                 | 11 augustus 1937   |
| 10 januari 1920                                      | Nederland                                                                                                   |                    |
| 10 januari 1920                                      | Noorwegen                                                                                                   |                    |
| 10 januari 1920                                      | Paraguay | 23 februari 1935   |
| 10 januari 1920                                      | Perzië |                    |
| 10 januari 1920                                      | Spanje | 9 mei 1939         |
| 10 januari 1920                                      | Venezuela                                                                                                   | 12 juli 1938       |
| 10 januari 1920                                      | Zweden |                    |
| 10 januari 1920                                      | Zwitserland                                                                                                 |                    |
| Later toegetreden staten                             | |                    |
| Verdrag getekend                                     | Staat | Uitgeschreven      |
| 15 december 1920                                     | Oostenrijk                                                                                                  | 13 maart 1938      |
| 16 december 1920                                     | Bulgarije                                                                                                   |                    |
| 16 december 1920                                     | Costa Rica                                                                                                  | 22 januari 1925    |
| 16 december 1920                                     | Finland | 1944               |
| 16 december 1920                                     | Luxemburg                                                                                                   | 1940               |
| 17 december 1920                                     | Albanië | [ k ]              |
| 22 september 1921                                    | Estland |                    |
| 22 september 1921                                    | Letland |                    |
| 22 september 1921                                    | Litouwen |                    |
| 18 december 1922                                     | Hongarije                                                                                                   | 11 mei 1939        |
| 10 september 1923                                    | Ierland |                    |
| 28 september 1923                                    | Ethiopië |                    |
| 28 september 1924                                    | Dominicaanse Republiek                                                                                      |                    |
| 8 september 1926                                     | Weimarrepubliek                                                                                             | 19 oktober 1933    |
| 9 september 1931                                     | Mexico |                    |
| 18 juli 1932                                         | Turkije |                    |
| 3 oktober 1932                                       | Irak |                    |
| 27 september 1934                                    | Afghanistan                                                                                                 |                    |
| 28 september 1934                                    | Ecuador |                    |
| 26 mei 1937                                          | Egypte |                    |

1. ↑  Uitschrijving niet geaccepteerd door de Vrije Franse Troepen
2. ↑  Bezet door de asmogendheden 1941–1945
3. ↑   Werd als enige land uitgesloten door de algemene vergadering wegens overtreding van het verdrag (inval Finland)
4. ↑  Bezet door Duitsland 15 maart 1939, maar heeft het verdrag nooit opgezegd. Is lid gebleven tot de laatste dag.
5. ↑  Teruggetrokken in 1921
6. ↑  Opnieuw lid geworden 26 september 1933
7. ↑  Uitgeschreven nadat Duitsland in 1943 de macht over nam.
8. ↑  Geannexeerd door Duitsland
9. ↑  Teruggetrokken van de unie na de nederlaag tegen de Sovjet-Unie in 1944
10. ↑  Gedwongen om terug te trekken van de unie de bezetting door Duitsland in 1940 en de samenwerking met het Duitse Rijk.
11. ↑  Gedwongen uitgeschreven na de invasie door Italië in 1939.
12. 1 2 3  Geannexeerd door Sovjet-Unie in 1940

## Secretaris-generaal en voorzitters
- zie Lijst van bestuurders van de Volkenbond

## Successen
- De bemiddeling over de status van Åland[14][15]
- De instelling van de Mandaatgebieden
- De schepping van de vrije steden Danzig en Fiume, en de toewijzing van het Memelland
- De referenda in Opper-Silezië en Saarland
- Bemiddeling in een grensoorlog tussen Griekenland en Bulgarije
- Het organiseren van acties tegen seksuele slavernij, opiumverslaving, en slavernij (het opheffen van slavernij was een voorwaarde voor de acceptatie van Abessinië als lid); de totstandkoming van de Internationale Slavernij-Conventie in 1926
- Het Nansenpaspoort, een door de Volkenbond ingevoerd identiteitsbewijs of reisdocument voor vluchtelingen die niet beschikten over een paspoort uit het door hen ontvluchte land.

## Niet-succesvolle pogingen en oplossingen
- Het conflict om het Pools-Tsjechische grensgebied Teschen
- De Spaanse Burgeroorlog
- De Poolse bezetting van het Vilniusgebied
- De bezetting van het Ruhrgebied
- De Chaco-oorlog tussen Paraguay en Bolivia
- Het conflict om Korfoe
- Het Mantsjoerije-incident (Lytton Commissie)
- De Italiaanse inval in Abessinië
- De herbewapening van Duitsland, de Anschluss van Oostenrijk en de bezetting van het Tsjecho-Slowaakse Sudetenland